# Ander Izagirre
Ander Izagirre Olaizola (San Sebastián, 26 febbraio 1976) è un giornalista, scrittore e blogger spagnolo di origine basca.
Si occupa principalmente di giornalismo narrativo (pubblicando fra gli altri diversi reportage, cronache, biografie e resoconti di viaggi), ma tratta anche di ciclismo. Pubblica i suoi articoli in diversi mezzi di comunicazione internazionali (riviste e siti web come Altaïr, CNN, Jot Down, Papel, National Geographic, Pie Izquierdo o Popoli; quotidiani come El País, El Diario Vasco, El Correo, i quotidiani del Grupo Noticias o Berria). Ha lavorato per le emittenti Radio Euskadi e Euskadi Irratia, e per la catena Euskal Telebista.
Scrive il blog "Periodismo con botas".
Ha ricevuto il Premio Europeo della Stampa nel 2015 e il Premio Euskadi di Letteratura nel 2017

## Reportage
Tra i suoi reportage spiccano quelli dedicati alle vittime del conflitto in Colombia, ai sopravvissuti di Chernobyl, alle lingue in pericolo di estinzione in Messico, agli abitanti delle isole di Panama minacciate dall'innalzamento del livello del mare, ai siciliani che si ribellarono contro la Mafia, al contadino che sfruttò la nebbia per salvare dalla siccità gli abitanti dell'isola di El Hierro, alle madri calciatrici guaranì, ai portatori di alta quota del Pakistan, ai rifugiati sahrawi in Algeria, ai bambini minatori in Bolivia, agli inuit della Groenlandia e al collezionista di peni in Islanda. Ha scritto anche la serie "Cuidadores de mundos" del Paese Basco e Navarra, il racconto del viaggio Vespaña (il giro di Spagna in vespa) e le cronache della spedizione Pangea (il viaggio alle depressioni più profonde di ogni continente).

## Opere

### In spagnolo
- El testamento del chacal, 2003
- Plomo en los bolsillos, 2005, riedito da Libros del KO nel 2012
- Los sótanos del mundo, 2005
- Cuidadores de mundos, 2008
- Groenlandia cruje (y tres historias islandesas), eCicero, 2012
- Mi abuela y diez más, 2013
- Regreso a Chernóbil, 2014
- Cansasuelos, seis días a pies por los Apeninos, 2015[3]
- El siglo de Luis Ortiz Alfau, 2016
- Potosí, 2017
- Pirenaica, 2018

### In basco
- Beruna patrikan (2015, tradotto da Julen Gabiria)
- Apaiz gerrillariaren ezkutalekua (2015)
- Txernobil txiki bat etxe bakoitzean (2014)
- Amona eta beste hamar (2018)
- Luis Ortiz Alfauren mendea (2018)

### Guide
- Todos los caminos de Santiago que cruzan Euskal Herria (2014)
- Donostia-San Sebastián a pie (2013, tradotta in francese e in inglese nel 2016).
- Trekking de la costa vasca (2009, tradotta in francese nel 2012)
- Oiartzun. Taupadak (2007)

## Riconoscimenti
- Premio Rikardo Arregi, al migliore giornalista giovane in basco dell'anno 2001, per le cronache pubblicate nel settimanale Zabalik sul viaggio alle depressioni più profonde del mondo.[4]
- Premio Marca di letteratura sportiva nel 2004, per il libro Plomo en los bolsillos (Penurias, malandanzas, fanfarronadas, locuras, traiciones, alegrías, hazañas, tragedias y sorpresas del Tour de Francia).[5]
- Premio Manos Unidas di giornalismo nel 2010, per il suo reportage sui bambini che lavorano nelle miniere boliviane.[6]
- Premio Mikel Essery di storie di viaggi nel 2010, per il suo reportage "Groenlandia cruje".[7]
- Premio dell'Associazione della Stampa di Madrid 2010, per il reportage “Mineritos”.[8]
- Premio Trinidad Arroyo di giornalismo 2010, per il reportage “Las madres guaraníes saltan a la cancha”.[9]
- Premio Gomis di giornalismo solidale 2011, per i reportage “Mineritos”, “Las madres guaraníes saltan a la cancha” e "Once voces en el desierto".[10]
- Premio Giovane 2011 di Comunicazione (dell'Università Complutense di Madrid), per l'insieme dei suoi reportage su Pakistan, Groenlandia e Bolivia.[11]
- Premio iRedes Letras Enredadas 2013[12]
- Premio La Buena Prensa 2015, per l'insieme dei suoi reportage su Chernobyl, Panama e Colombia.[13]
- Premio Europeo della Stampa 2015, per il servizio ‘Así se fabrican guerrilleros muertos’[14]
- Premio Euskadi di Letteratura 2017, nella categoria saggo in castigliano, per il libro Potosí.[15]